# Dom Radman
Domenik Radman (1974) è un giocatore di football americano australiano, che gioca come offensive lineman per i Canberra Gladiators.